# Śluzy Rędzin

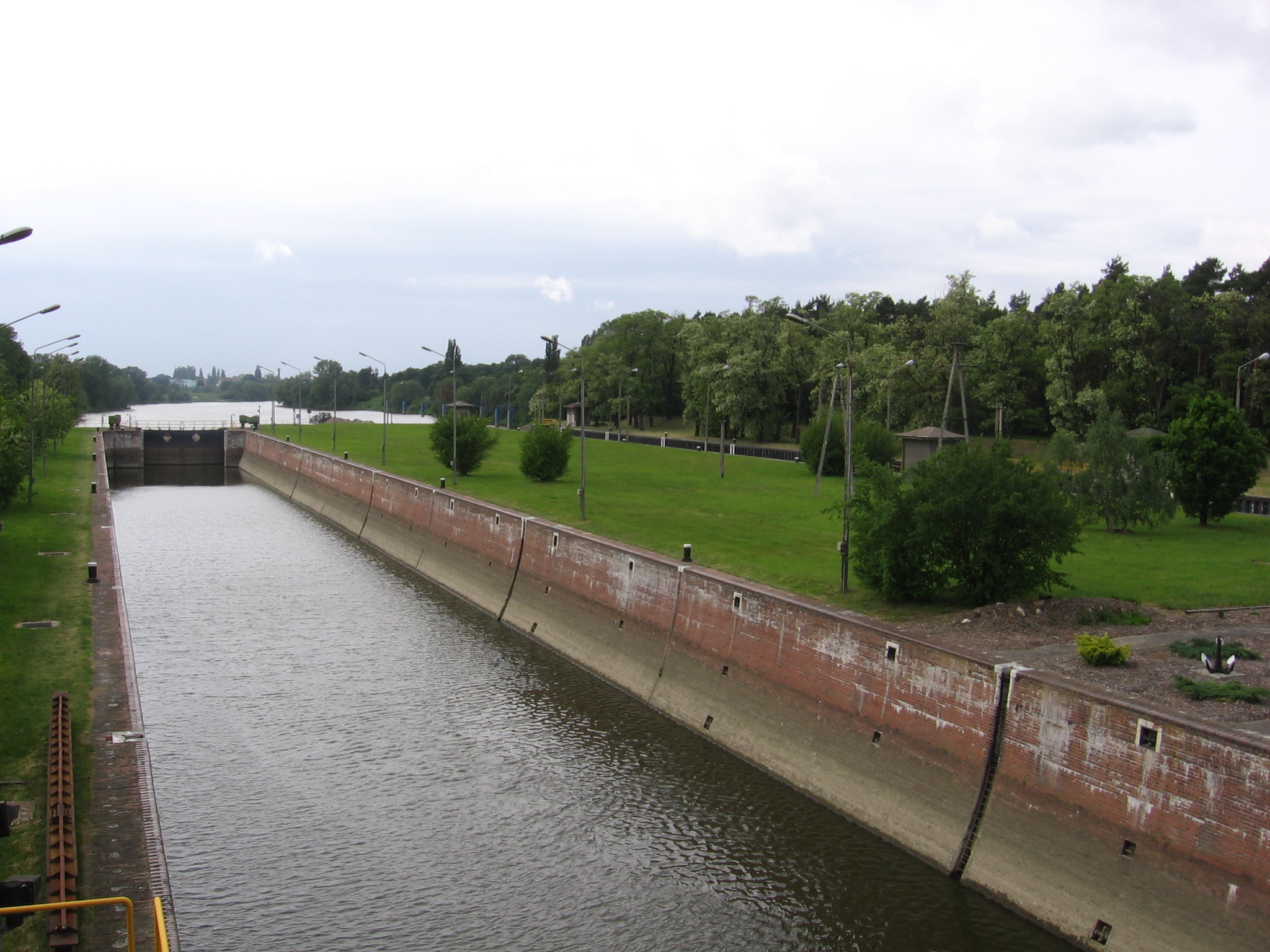
Śluzy Rędzin

Śluzy Rędzin – zespół śluz na Odrze znajdujący się we Wrocławiu w województwie dolnośląskim, wchodzących w skład Stopnia Wodnego Rędzin.

## Podstawowe dane
Składa się z dwóch równoległych śluz:
Śluza starsza:
- wybudowana: 1913-1917
- długość: 203 m
- szerokość: 12 m

Śluza nowsza:
- wybudowana: 1931-1934
- długość: 226 m
- szerokość: 12 m

Nazwa śluz pochodzi od nazwy osiedla Rędzin.